# John Brockway
John Brockway   (Bristol, 8 d'octubre de 1928 - Newport, 26 de juliol de 2009) fou un nedador gal·lès, especialista en esquena, que va competir durant les dècades de 1940 i 1950.
Durant la seva carrera esportiva va prendre part en tres edicions dels Jocs Olímpics d'Estiu, el 1948, 1952 i 1956. El millor resultat el va obtenir als Jocs de Londres de 1948, quan fou setè en els 100 metres esquena, mentre en edicions posteriors no aconseguí classificar-se per a la final.
En el seu palmarès destaca una medalla de bronze en els 100 metres esquena al Campionat d'Europa de natació de 1950 i una medalla d'or i una de plata en els 110 iardes tanques dels Jocs de l'Imperi Britànic de 1954 i 1950 respectivament. Fou el primer nedador gal·lès en guanyar una medalla d'or en aquests Jocs. També guanyà set títols nacionals britànics de l'AAA (1948, 1949, 1950, 1951, 1953, 1954, 1955) i vuit campionats gal·lesos, sempre en proves d'esquena.